# Токмачка
Токма́чка (Мала́ Токма́чка) — річка в Україні, в межах Пологівського району Запорізької області. Ліва притока Кінської (басейн Дніпра).

## Опис
Довжина 42 км, площа водозбірного басейну 216 км². Похил річки 4,3 м/км. Долина V-подібна, завширшки 2,5 км, завглибшки до 50 м. Річище слабозвивисте, завширшки до 5 м, в багатьох місцях пересихає. Восени річка ширшає, взимку, коли замерзає вода, розливається на всю ширину лук, це метрів 250–400 льоду. Споруджено кілька ставків. Використовується на зрошування й технічні потреби.

## Розташування
Токмачка бере початок на південний схід від села Григорівки, неподалік від гори Токмак-Могили. Тече на північний захід. Впадає до Кінської біля східної околиці села Мала Токмачка.
Вздовж річки по обидна її береги розташовано 8 населених пунктів (сіл), що негативно впливає на її екологічний стан.

## Притоки
- Балка Кам'яна (Кам'янка) - лів а притока. Починається на південно-західній околиці села Шевченкове (рос. Петропавловка). Тече переважно на північний схід і на північно-західній околиці села впадає в річку Токмачку. [1] [2]